# Ekstraliga polska w rugby union (2014/2015)
Ekstraliga polska w rugby union (2014/2015) – pięćdziesiąty dziewiąty sezon najwyższej klasy rozgrywek klubowych rugby union drużyn piętnastoosobowych mężczyzn w Polsce. Tytuł mistrza Polski zdobyła Arka Gdynia, która w finale pokonała Budowlanych SA Łódź. Trzecie miejsce zajęła Lechia Gdańsk. 

## System rozgrywek
Sezon 2014/2015 rozegrano w trzech fazach. W pierwszej wszystkie osie drużyn rozgrywało spotkania każdy z każdym po jednym meczu (bez rewanżu). Ustalona na tej podstawie tabela ligi służyła podziałowi ekip w drugiej fazie na dwie grupy, liczące cztery drużyny każda. Cztery najlepsze zespoły z pierwszej fazy miały grać o miejsca 1–4 i mistrzostwo Polski (grupa mistrzowska), natomiast cztery słabsze o miejsca 5–8 i utrzymanie w Ekstralidze (grupa spadkowa). Rywalizacja w grupach toczyła się systemem każdy z każdym, dwukrotnie mecz i rewanż (cztery rundy), przy czym w klasyfikacji uwzględniano połowę punktów zdobytych z pierwszej fazie. Ostatnią fazą był finał – mecz o mistrzostwo Polski rozgrywany między pierwszą i drugą drużyną grupy mistrzowskiej. O klasyfikacji na miejscach 3–8 decydowały tabele końcowe grup drugiej fazy. Najniżej sklasyfikowana drużyna grupy spadkowej miała spaść do I ligi. Sezon trwał od 23 sierpnia 2014 do 5 lipca 2015.
Za zwycięstwo drużyna otrzymywała 4 punkty, za remis 2 punkty, a za porażkę 0 punktów. Ponadto mogła otrzymać w każdym meczu 1 punkt bonusowy – za zdobycie co najmniej 4 przyłożeń lub za porażkę nie więcej niż siedmioma punktami. Walkower oznaczał wynik 25:0 oraz przyznanie zwycięskiej drużynie 5 punktów, a przegranej odjęcie 1 punktu. W przypadku równej ilości punktów w tabeli ligowej, o klasyfikacji drużyn decydowały kolejno: bilans bezpośrednich spotkań, korzystniejszy bilans małych punktów, większa liczba zdobytych małych punktów, mniejsza liczba wykluczeń, mniejsza liczba wykluczeń upomnień i losowanie. W finale w przypadku remisu miała być zorganizowana dogrywka, a jeśli ta nie przyniosłaby rozstrzygnięcia, miał decydować konkurs kopów na bramkę.

## Uczestnicy rozgrywek
Do rozgrywek w sezonie 2014/2015 przystąpiło 8 drużyn. Było wśród nich siedem najlepszych drużyn Ekstraligi oraz mistrz I ligi poprzedniego sezonu.
Uczestnicy rozgrywek:
| Drużyna           | Lokata w poprzednim sezonie |
| ----------------- | --------------------------- |
| Lechia Gdańsk     | 1 w Ekstralidze             |
| Pogoń Siedlce     | 2 w Ekstralidze             |
| Arka Gdynia       | 3 w Ekstralidze             |
| Budowlani SA Łódź | 4 w Ekstralidze             |
| Ogniwo Sopot      | 5 w Ekstralidze             |
| Orkan Sochaczew   | 6 w Ekstralidze             |
| Posnania Poznań   | 8 w Ekstralidze             |
| Juvenia Kraków    | 1 w I lidze                 |

## Pierwsza faza
Wyniki spotkań:
|                   | Lechia Gdańsk | Pogoń Siedlce | Arka Gdynia | Budowlani SA Łódź | Ogniwo Sopot | Orkan Sochaczew | Posnania Poznań | Juvenia Kraków |
| Lechia Gdańsk     | –             | 20:10         | –           | 3:9               | –            | 88:0            | –               | 61:12          |
| Pogoń Siedlce     | –             | –             | 13:39       | –                 | 29:21        | –               | 47:14           | 13:7           |
| Arka Gdynia       | 20:20         | –             | –           | 33:13             | –            | 29:20           | –               | 61:15          |
| Budowlani SA Łódź | –             | 48:3          | –           | –                 | 38:21        | –               | 36:19           | 71:12          |
| Ogniwo Sopot      | 14:29         | –             | 25:23       | –                 | –            | 37:20           | –               | –              |
| Orkan Sochaczew   | –             | 23:14         | –           | 22:37             | –            | –               | 53:33           | –              |
| Posnania Poznań   | 12:48         | –             | 5:57        | –                 | 15:32        | –               | –               | –              |
| Juvenia Kraków    | –             | –             | –           | –                 | 3:36         | 24:7            | 21:0            | –              |

Tabela (w kolorze zielonym wiersze z drużynami, które awansowały do grupy mistrzowskiej, na żółto z drużynami, które zagrają w grupie spadkowej):
| Pozycja | Drużyna           | Mecze | Wygrane | Remisy | Porażki | Bilans punktów | Punkty bonusowe | Punkty razem |
| ------- | ----------------- | ----- | ------- | ------ | ------- | -------------- | --------------- | ------------ |
| 1.      | Budowlani SA Łódź | 7     | 6       | 0      | 1       | 252:113        | 5               | 29           |
| 2.      | Arka Gdynia       | 7     | 5       | 1      | 1       | 262:111        | 6               | 28           |
| 3.      | Lechia Gdańsk     | 7     | 5       | 1      | 1       | 269:77         | 4               | 26           |
| 4.      | Ogniwo Sopot      | 7     | 4       | 0      | 3       | 186:157        | 3               | 19           |
| 5.      | Pogoń Siedlce     | 7     | 3       | 0      | 4       | 129:172        | 2               | 14           |
| 6.      | Juvenia Kraków    | 7     | 2       | 0      | 5       | 94:249         | 1               | 9            |
| 7.      | Orkan Sochaczew   | 7     | 2       | 0      | 5       | 145:262        | 1               | 9            |
| 8.      | Posnania Poznań   | 7     | 0       | 0      | 7       | 98:294         | 1               | 1            |

## Druga faza

### Grupa mistrzowska
Wyniki spotkań:
|                   | Budowlani SA Łódź | Budowlani SA Łódź | Arka Gdynia | Arka Gdynia | Lechia Gdańsk | Lechia Gdańsk | Ogniwo Sopot | Ogniwo Sopot |
| Budowlani SA Łódź | –                 | –                 | 13:15       | 12:37       | 25:16         | 21:14         | 25:20        | 45:5         |
| Arka Gdynia       | 32:10             | 31:23             | –           | –           | 32:11         | 44:5          | 41:12        | 23:21        |
| Lechia Gdańsk     | 9:30              | 37:19             | 26:29       | 30:31       | –             | –             | 23:6         | 34:19        |
| Ogniwo Sopot      | 13:28             | 21:26             | 12:16       | 5:46        | 25:23         | 26:20         | –            | –            |

Tabela (w kolorze zielonym wiersze z drużynami, które awansowały do finału):
| Pozycja | Drużyna           | Mecze | Wygrane | Remisy | Porażki | Bilans punktów | Punkty bonusowe | Punkty razem |
| ------- | ----------------- | ----- | ------- | ------ | ------- | -------------- | --------------- | ------------ |
| 1.      | Arka Gdynia       | 19    | 17      | 1      | 1       | 639:291        | 13/6            | 69           |
| 2.      | Budowlani SA Łódź | 19    | 13      | 0      | 6       | 529:363        | 8/5             | 46           |
| 3.      | Lechia Gdańsk     | 19    | 8       | 1      | 10      | 517:384        | 11/4            | 32           |
| 4.      | Ogniwo Sopot      | 19    | 6       | 0      | 13      | 371:507        | 7/3             | 22           |

### Grupa spadkowa
Wyniki spotkań:
|                 | Pogoń Siedlce | Pogoń Siedlce | Juvenia Kraków | Juvenia Kraków | Orkan Sochaczew | Orkan Sochaczew | Posnania Poznań | Posnania Poznań |
| Pogoń Siedlce   | –             | –             | 27:5           | 31:16          | 34:5            | 34:26           | 34:14           | 72:6            |
| Juvenia Kraków  | 5:58          | 26:27         | –              | –              | 45:8            | 33:30           | 26:25           | 36:28           |
| Orkan Sochaczew | 3:38          | 29:29         | 37:0           | 20:8           | –               | –               | 30:30           | 17:12           |
| Posnania Poznań | 17:29         | 36:26         | 19:12          | 33:19          | 96:0            | 20:35           | –               | –               |

Tabela:
| Pozycja | Drużyna         | Mecze | Wygrane | Remisy | Porażki | Bilans punktów | Punkty bonusowe | Punkty razem |
| ------- | --------------- | ----- | ------- | ------ | ------- | -------------- | --------------- | ------------ |
| 1.      | Pogoń Siedlce   | 19    | 13      | 1      | 5       | 568:360        | 12/2            | 55           |
| 2.      | Orkan Sochaczew | 19    | 6       | 2      | 11      | 385:641        | 6/1             | 30           |
| 3.      | Juvenia Kraków  | 19    | 6       | 0      | 13      | 325:592        | 7/1             | 27           |
| 4.      | Posnania Poznań | 19    | 4       | 1      | 14      | 434:630        | 7/1             | 25           |

## Finał
Faworytem finału była drużyna Arki Gdynia, która w ciągu sezonu pięciokrotnie pokonała Budowlanych Łódź. W pierwszej połowie zdobyła dziewięciopunktową przewagę dzięki dwóm przyłożeniom Szymona Sirockiego oraz podwyższeniu i dwóm kopom z rzutów karnych Dawida Banaszka. Goście odpowiedzieli tylko dziewięcioma punktami z rzutów karnych Teimuraza Sokhadze. W drugiej połowie Banaszek skutecznie wykonał drop goala, Sokhadze odpowiedział rzutem karnym. W końcówce meczu Budowlani zdobyli przyłożenie z podwyższeniem i zmniejszyli stratę do dwóch punktów. Nie zdołali jednak już zdobyć kolejnych punktów, które dałyby im zwycięstwo, natomiast kolejny skuteczny rzut karny wykonał Dawid Banaszek i zwycięstwo odnieśli gospodarze.
Wynik finału:
| 5 lipca 2015 | RC Arka Gdynia                                       | 24:19(18:9) | Master Pharm Budowlani SA Łódź                      | Gdynia Sędzia: Tomasz Jarowicz |
| 5 lipca 2015 | Dawid Banaszek 14 (pd dg 3K), Szymon Sirocki 10 (2P) | 24:19(18:9) | Teimuraz Sochadze 14 (pd 4K), Marek Grabowski 5 (P) | Gdynia Sędzia: Tomasz Jarowicz |
| 5 lipca 2015 | Craig Bachurzewski                                   | 24:19(18:9) | Cyprian Majcher                                     | Gdynia Sędzia: Tomasz Jarowicz |

## Klasyfikacja końcowa
Klasyfikacja końcowa Ekstraligi (na czerwono drużyna, która miała spaść do I ligi):
| Pozycja | Drużyna           |
| ------- | ----------------- |
| 1.      | Arka Gdynia       |
| 2.      | Budowlani SA Łódź |
| 3.      | Lechia Gdańsk     |
| 4.      | Ogniwo Sopot      |
| 5.      | Pogoń Siedlce     |
| 6.      | Orkan Sochaczew   |
| 7.      | Juvenia Kraków    |
| 8.      | Posnania Poznań   |

Ostatecznie mimo zajęcia miejsca zapewniającego utrzymanie się w Ekstralidze Juvenia Kraków zrezygnowała z gry na tym poziomie z powodów finansowych. Do przewidzianego w takiej sytuacji barażu pomiędzy ostatnią drużyną Ekstraligi i drugą drużyną I ligi nie doszło, więc Posnania pozostała w Ekstralidze.

## Statystyki
Najskuteczniejszym graczem Ekstraligi został z dorobkiem 239 punktów gracz Arki Gdynia Dawid Banaszek.

## I i II liga
Równolegle z rozgrywkami Ekstraligi rywalizowały drużyny na dwóch niższych poziomach ligowych: w I i II lidze.
Końcowa klasyfikacja I ligi:
| Poz. | Drużyna          |
| ---- | ---------------- |
| 1    | Skra Warszawa    |
| 2    | Budowlani Lublin |
| 3    | Legia Warszawa   |
| 4    | Alfa Bydgoszcz   |
| 5    | Budowlani Łódź   |
| 6    | Frogs Warszawa   |

Końcowa klasyfikacja II ligi:
| Poz. | Drużyna                |
| ---- | ---------------------- |
| 1    | Czarni Pruszcz Gdański |
| 2    | Rugby Ruda Śląska      |
| 3    | Biało-Czarni Nowy Sącz |
| 4    | Rugby Wrocław          |
| 5    | Chaos Poznań           |
| 6    | Wataha Zielona Góra    |

## Inne rozgrywki
W zakończonych w 2015 rozgrywkach w kategoriach młodzieżowych mistrzostwo Polski juniorów zdobył Orkan Sochaczew, a mistrzostwo Polski kadetów Lechia Gdańsk.